# Weissia perpusilla
Weissia perpusilla är en bladmossart som beskrevs av Stone 1980. Weissia perpusilla ingår i släktet krusmossor, och familjen Pottiaceae. Inga underarter finns listade i Catalogue of Life.